# Mimela hirtipyga
Mimela hirtipyga är en skalbaggsart som beskrevs av Lin 1966. Mimela hirtipyga ingår i släktet Mimela och familjen Rutelidae. Inga underarter finns listade i Catalogue of Life.